# Matthew Lloyd
Matthew Lloyd (Melbourne, Australia, 24 de mayo de 1983) es un ciclista australiano que fue profesional entre 2006 y 2014.

## Biografía
En su etapa amateur consiguió diversas victorias, así en el año 2004 consiguió una victoria de etapa en el Herald Sun Tour, logro que repitió en el año 2006, junto con una victoria en el Tour de Japón. Anteriormente en 2005 consiguió la general y una victoria de etapa en el Tour de Wellington.
Ya una vez como profesional, corre por primera una "Vuelta Grande", el Giro de Italia, en el que finalizó el 61.º en la General. 
El año siguiente, 2008, probablemente fue el mejor de su carrera en el que empezó ganando el Campeonato de Australia en ruta y lució su maillot en el Giro de Italia, quedando el 30.º en le General, y en la Vuelta a España pero no puedo finalizar esta última. También corrió para Australia en los JJ. OO. quedando el 31.º en la clasificación de Ruta.
En 2009 compitió en el Tour de Francia y en la Vuelta a España, en ambas finalizó en la general.
En la nueva temporada 2010, Matthew Lloyd, consigue su mayor triunfo hasta ahora la consecución de una etapa del Giro de Italia. Cosechó el triunfo en forma de escapada y rompiendo a Rubens Bertogliati, su compañero de fuga, a pocos kilómetros para llegar solo a meta.

### Expulsión del Omega Pharma
El 14 de abril de 2011 el Omega Pharma-Lotto rescindió el contrato con Lloyd debido a su mal comportamiento. Si bien no se especificó el motivo exacto, según los directores y personal técnico adujeron que la imagen del equipo no podía verse relacionada con algunas actuaciones del corredor, aunque se aclaró que la situación no tenía nada que ver con el dopaje.

## Palmarés
2004
- 1 etapa del Herald Sun Tour

2005
- Tour de Wellington más 1 etapa

2006
- 1 etapa del Herald Sun Tour
- 1 etapa del Tour de Japón
- Trofeo Alcide Degasperi

2008
- Campeonato de Australia en Ruta

2010
- 1 etapa del Giro de Italia, más clasificación de la montaña

2011
- 2.º en el Campeonato de Australia en Ruta
- Premio de la combatividad del Giro de Italia

## Resultados en Grandes Vueltas y Campeonatos del Mundo
Durante su carrera deportiva consiguió los siguientes puestos en las Grandes Vueltas y en los mundiales en carretera:
| Carrera         | Carrera         | 2006 | 2007 | 2008 | 2009 | 2010 | 2011 | 2012 | 2013 | 2014 |
| --------------- | --------------- | ---- | ---- | ---- | ---- | ---- | ---- | ---- | ---- | ---- |
|                 | Giro de Italia  | —    | 61.º | 30.º | —    | 50.º | —    | —    | —    | —    |
|                 | Tour de Francia | —    | —    | —    | 46.º | 47.º | —    | Ab.  | —    | —    |
|                 | Vuelta a España | —    | —    | Ab.  | 50.º | —    | —    | —    | —    | —    |
| Mundial en Ruta | Mundial en Ruta | —    | 55.º | 55.º | 64.º | —    | —    | —    | —    | —    |

—: no participa

Ab.: abandono

## Equipos
- SouthAustralia.com-AIS (2006)
- Lotto (2007-2011)
  - Predictor-Lotto (2007)
  - Silence-Lotto (2008-2009)
  - Omega Pharma-Lotto (2010-2011[4])
- Lampre (2012-2013)
  - Lampre-ISD (2012)
  - Lampre-Merida (2013)
- Jelly Belly Cycling (2014)